# 69. nordlige breddekreds
Den 69. nordlige breddekreds (eller 69 grader nordlig bredde) er en breddekreds, der ligger 69 grader nord for ækvator. Den løber gennem Atlanterhavet, Europa, Asien og Nordamerika, og nogle af Ishavets bihave.